# 132824 Galamb
A 132824 Galamb (ideiglenes jelöléssel 2002 QE79) a Naprendszer kisbolygóövében található aszteroida. Sárneczky Krisztián fedezte fel 2002. augusztus 17-én.

## Felfedezése
Sárneczky a NEAT program 2002. augusztus 17-ei felvételein fedezte fel, melyek a palomar-hegyi 1,22 m-es Schmidt-teleszkóppal készültek.

## Névadója
Galamb József (1881-1955) makói születésű mérnök volt. 1905-ben Henry Ford detroiti gyárába került, ahol az N-modell hűtőrendszerének tökéletesítése után a gyár főkonstruktőre lett. A szintén magyar Farkas Ernővel és az amerikai Childe Wilss-szel együtt ő alkotta meg a legendás Ford T-modell alkatrészeinek tervét. Később főmérnök, majd a gyár igazgatója lett. Az ő találmánya volt az elsőként a T-modellnél alkalmazott bolygóműves sebességváltó és a levehető hengerfejű motor. Neki tulajdonítható a mozgó összeszerelő szalag alkalmazása is.